# 3 Beat Records
3 Beat Records lub 3 Beat Music – brytyjska niezależna wytwórnia wydająca płyty muzyczne z siedzibą w Liverpoolu, utworzona w 1989 roku przez Jona Barlowa.

## Artyści

### Obecni
Źródło: oficjalna strona 3 Beat Records

- Dimitri Vegas & Like Mike
- High Contrast
- Kungs
- Last Night In Paris
- Philip George
- Sigma

### Dawni
- Afrojack[2]
- Steve Aoki[3]
- Baby Blue[4]
- Basshunter[5]
- Luke Bingham[6]
- Cahill[7]
- Jodie Connor[8]
- Corbu[9]
- Paul van Dyk[10]
- Emii[11]
- Adam F[12]
- Kim Fai[13]
- Fuse ODG[14]
- Inna[15]
- Jesse Labelle[16]
- Nause[17]
- Sak Noel[18]
- Matrix & Futurebound[19]
- Alyssa Reid[20]
- Duck Sauce[21]
- Skepta[22]
- Skyla[23]
- Martin Solveig[24]
- Alexandra Stan[25]
- Stylo G[26]
- Sway[27]
- Unicorn Kid[28]
- TC[29]
- TS7[30]

## Wytwórnie
Do 3 Beat Records należą: 3 Beat Breaks, 3Beat Productions, 3Three Records, Boss, Forward Recordings, Glow Records i Release Records.